# Armoriale delle diocesi della Germania
Questa pagina contiene le armi (stemma e blasonatura) delle diocesi della Germania.
| Stemma | Nome della diocesi e blasonatura                                                                                           |
| ------ | --- |
|        | Arcidiocesi di Bamberga d'oro, al leone di nero, armato e lampassato di rosso, al filetto in banda d'argento attraversante |
|        | Diocesi di Eichstätt di rosso, al pastorale d'argento uscente dalla punta                                                  |
|        | Diocesi di Spira d'azzurro, alla croce d'argento                                                                           |
|        | Diocesi di Würzburg d'argento, alla croce celtica di nero, al capo dentato di rosso di due pezzi e due mezzi               |
|        | Arcidiocesi di Berlino -                                                                                                   |
|        | Diocesi di Dresda-Meißen -                                                                                                 |
|        | Diocesi di Görlitz - |
|        | Arcidiocesi di Friburgo in Brisgovia -                                                                                     |
|        | Diocesi di Rottenburg-Stoccarda di nero, alla croce d'oro                                                                  |
|        | Diocesi di Magonza - |
|        | Arcidiocesi di Amburgo -                                                                                                   |
|        | Diocesi di Hildesheim partito d'oro e di rosso                                                                             |
|        | Diocesi di Osnabrück d'argento, alla ruota di rosso, chiodata di nero                                                      |
|        | Arcidiocesi di Colonia -                                                                                                   |
|        | Diocesi di Aquisgrana d'oro, alla croce di nero                                                                            |
|        | Diocesi di Essen - |
|        | Diocesi di Limburg - |
|        | Diocesi di Münster d'oro, alla fascia di rosso                                                                             |
|        | Diocesi di Treviri d'argento, alla croce di rosso                                                                          |
|        | Arcidiocesi di Monaco e Frisinga -                                                                                         |
|        | Diocesi di Augusta partito di rosso e d'argento                                                                            |
|        | Diocesi di Passavia - |
|        | Diocesi di Ratisbona - |
|        | Arcidiocesi di Paderborn di rosso, alla croce d'oro                                                                        |
|        | Diocesi di Erfurt - |
|        | Diocesi di Fulda - |
|        | Diocesi di Magdeburgo troncato di rosso e d'argento                                                                        |

Diocesi soppresse
| Stemma | Nome della diocesi e blasonatura |
| ------ | --- |
|        | Arcidiocesi di Amburgo-Brema - |
|        | Diocesi di Lubecca d'azzurro, alla crocetta patente d'oro sormontata da una mitra dello stesso                                        |
|        | Diocesi di Ratzeburg - |
|        | Diocesi di Schwerin d'azzurro, a due pastorali d'oro in decusse                                                                       |
|        | Diocesi di Verden d'argento, alla croce scorciata patente dal piede aguzzo                                                            |
|        | Arcidiocesi di Colonia d'argento, alla croce di nero                                                                                  |
|        | Diocesi di Minden di rosso, a due chiavi d'argento in decusse, con i congegni in alto                                                 |
|        | Arcidiocesi di Brema - |
|        | Arcidiocesi di Magdeburgo - |
|        | Diocesi di Brandeburgo di rosso, a due chiavi d'argento in croce                                                                      |
|        | Diocesi di Havelberg d'azzurro, alla croce d'argento                                                                                  |
|        | Diocesi di Lebus - |
|        | Diocesi di Halberstadt partito d'argento e di rosso                                                                                   |
|        | Diocesi di Meißen di rosso, all'agnello pasquale d'argento, tenente un'asta cui è appeso un gonfalone dello stesso                    |
|        | Diocesi di Merseburg d'oro, alla croce di nero                                                                                        |
|        | Diocesi di Naumburg di rosso, alla chiave rovesciata d'argento posta in banda caricata da una spada alta dello stesso posta in sbarra |
|        | Diocesi di Zeitz - |
|        | Arcidiocesi di Magonza - |
|        | Diocesi di Corvey - |
|        | Diocesi di Costanza d'argento, alla croce di rosso                                                                                    |
|        | Diocesi di Worms - |
|        | Arcidiocesi di Frisinga d'argento, alla testa di moro coronato d'oro, con collare ed orecchino di rosso                               |
|        | Diocesi di Chiemsee - |
|        | Diocesi di Neuburg - |
|        | Arcidiocesi di Riga di rosso, alla croce d'oro                                                                                        |
|        | Diocesi di Kulm - |
|        | Diocesi di Curlandia - |
|        | Diocesi di Pomesania - |
|        | Diocesi di Sambia - |
|        | Arcidiocesi di Treviri d'argento, alla croce di rosso                                                                                 |
|        | Diocesi di Metz di rosso, alla croce d'argento                                                                                        |
|        | Diocesi di Toul - |
|        | Diocesi di Verdun di nero, alla croce d'argento                                                                                       |
|        | Principato arcivescovile di Paderborn di rosso, alla croce d'oro                                                                      |
|        | Principato arcivescovile di Hildesheim partito d'oro e di rosso                                                                       |
|        | Prelatura di Schneidemühl - |
|        | Diocesi di Ermland - |
|        | Arcidiocesi di Gnesen - |
|        | Diocesi di Schleswig - |
|        | Diocesi di Oldenburg - |
|        | Diocesi di Cammin - |